# Ел Нуман I ибн Имру ел Кајс
Ел Нуман I ибн Имру ел Кајс (арап. النعمان بن امرؤ القيس‎‎), надимак Ел Авар (الأعور, "једнооки") и Ел Саих (السائح, "луталица/аскета"), био је краљ Лахмидских Арапа (у периоду од 390–418.)
Нуман је био син Имру ел Кајса II ибн Амра кога је наследио на престолу. Најпознатији је по изградњи две величанствене палате Каварнак и Садир, недалеко од своје престонице Ал-Хире, које су његови арапски савременици називали свецким чудима. Палата Каварнак је саграђена као одмаралиште за његовог сизерена, сасанидског цара Издигеда I (399–420) и његовог сина Бахрама V (420–438), који је у Ал-Хири провео детињство.
Према каснијим арапским предањима, добровољно се повукао са престола као би се посветио аскетском животу, након 29 година владавине. По предању, он је такође посетио хришћанског пустињака Симеона Столпника између 413. и 420 године. Наследио га је син Ел Мундрих I (418-452.) који је играо важну улогу у доласку на власт и успону Бахрама V након смрти његовог оца Издигерда I као и својим деловањем током византијско-сасанидског рата од 421-422. године.